# 금성 진격전
금성 진격전(Operation Nomad-Polar)은 1951년 10월 시작된 유엔군의 공세적 작전으로 금성군 현재 북한의 김화군에서 콜롬비군과 중공군 사이에 벌어진 전투로 유명하다.

## 같이 보기
- 금성 전투